# Lanfranco Grimaldi
Lanfranco Grimaldi († 1293.), genoveški patricij i pristaša gvelfa. Njegov sin bio je Rainier I., prvi gospodar Monaka i osnivač dinastije Grimaldi, koja u ženskoj liniji i danas vlada kneževinom.